# Криницы (Донецкая область)
Криницы (укр. Криниці) — село в Новодонецкой поселковой общине Краматорского района Донецкой области Украины.

## Общие сведения
Население по переписи 2001 года составляло 617 человек. Почтовый индекс — 84041. Телефонный код — 6269.

## Адрес местного совета
85010, Донецкая область, Краматорский район, пгт Новодонецкое, ул. Московская, 3.